# In Case You're in Love
In Case You're in Love è il terzo album in studio del duo statunitense Sonny & Cher, pubblicato nel 1967.

## Tracce
Lato A
1. The Beat Goes On
2. Groovy Kind of Love
3. You Baby
4. Monday
5. Love Don't Come
6. Podunk

Lato B
1. Little Man
2. We'll Sing in the Sunshine
3. Misty Roses
4. Stand by Me
5. Living for You
6. Cheryl's Goin' Home